# Akil Campbell
Akil Campbell (San Fernando, 1 februari 1996) is een baan- en wegwielrenner uit Trinidad en Tobago. In totaal won hij sinds 2017 29 medailles op de Trinidad en Tobagoaanse kampioenschappen baanwielrennen waarmee hij de succesvolste renner is van dit nationale kampioenschap. Hij is de oudere broer van Teniel die eveneens actief is in de wielersport.

## Palmares

### Baan
| Jaar      | TTK                                                                       | P-AK                                | WK                                    | Overige                                                              |
| Als elite | Als elite                                                                 | Als elite                           | Als elite                             | Als elite                                                            |
| --------- | ------------------------------------------------------------------------- | ----------------------------------- | ------------------------------------- | -------------------------------------------------------------------- |
| 2015      | ploegenachtervolging · puntenkoers · scratch · achtervolging · omnium     | 7e scratch                          |                                       |                                                                      |
| 2016      |                                                                           |                                     |                                       |                                                                      |
| 2017      | omnium · ploegenachtervolging · puntenkoers · 1km tijdrit · achtervolging | 6e ploegenachtervolging             |                                       |                                                                      |
| 2018      | ploegenachtervolging · omnium · 1km tijdrit                               | 10e omnium                          |                                       | Centraal-Amerikaanse en Caraïbische Spelen: · omnium · 8e scratch    |
| 2019      | achtervolging · omnium · scratch                                          | 4e scratch 6e omnium                |                                       | Pan-Amerikaanse Spelen: 7e koppelkoers 7e omnium                     |
| 2020      |                                                                           |                                     |                                       |                                                                      |
| 2021      |                                                                           | 10e afvalkoers 11e omnium           | 17e afvalkoers 21e scratch            |                                                                      |
| 2022      | achtervolging · scratch · keirin                                          | sratch · 6e afvalkoers · 9e omnium  | 19e afvalkoers 21e omnium             |                                                                      |
| 2023      | afvalkoers · omnium · scratch · achtervolging · 5e keirin                 | omnium · 7e afvalkoers · 8e scratch | 22e afvalkoers 22e omnium             | Centraal-Amerikaanse en Caraïbische Spelen: 4e omnium 7e koppelkoers |
| 2024      | afvalkoers · keirin · omnium · puntenkoers · scratch · achtervolging      | scratch · 6e omnium · 7e afvalkoers | 12e afvalkoers 22e omnium 22e scratch |                                                                      |

### Weg
2023
Trinidad en Tobagoaans kampioen tijdrijden, elite
2024
Trinidad en Tobagoaans kampioen op de weg, elite